# Guangzhou International Women's Open 2015 - Qualificazioni singolare
Le qualificazioni del singolare femminile del Guangzhou International Women's Open 2015 sono state un torneo di tennis preliminare per accedere alla fase finale della manifestazione. Le vincitrici dell'ultimo turno sono entrate di diritto nel tabellone principale. In caso di ritiro di una o più giocatrici aventi diritto a queste sono subentrati le lucky loser, ossia le giocatrici che hanno perso nell'ultimo turno ma che avevano una classifica più alta rispetto alle altre partecipanti che avevano comunque perso nel turno finale.

## Teste di serie
1. Anett Kontaveit  (qualificata)
2. Wang Qiang (qualificata)
3. Petra Martić (qualificata)
4. Julia Glushko (ultimo turno)
5. Zhu Lin (ultimo turno)
6. Rebecca Peterson (qualificata)

1. Ons Jabeur (qualificata)
2. Liu Fangzhou (ultimo turno)
3. Zhang Kailin (qualificata)
4. Katarzyna Piter (primo turno)
5. Ankita Raina (primo turno)
6. Anastasija Rodionova (ultimo turno)

## Qualificate
1. Anett Kontaveit
2. Wang Qiang
3. Petra Martić

1. Zhang Kailin
2. Ons Jabeur
3. Rebecca Peterson

## Tabellone

### Legenda
| - Q = Qualificato - WC = Wild card - LL = Lucky loser | - ALT = Alternate - SE = Special Exempt - PR = Protected Ranking | - w/o = Walkover - r = Ritirato - d = Squalificato |

### Sezione 1
|  | Primo turno | Primo turno     | Primo turno     | Primo turno | Primo turno |  |  | Ultimo turno | Ultimo turno    | Ultimo turno    | Ultimo turno | Ultimo turno |  |
|  |             |                 |                 |             |             |  |  |              |                 |                 |              |              |  |
|  | 1           | Anett Kontaveit | Anett Kontaveit | 6           | 6           |  |  |              |                 |                 |              |              |  |
|  | WC          | Naoko Eto       | Naoko Eto       | 0           | 1           |  |  | 1            | Anett Kontaveit | Anett Kontaveit | 6            | 6            |  |
|  |             | Xu Shilin       | 2               | 6           | 6           |  |  |              | Xu Shilin       | Xu Shilin       | 4            | 4            |  |
|  | 11          | Ankita Raina    | 6               | 4           | 2           |  |  |              |                 |                 |              |              |  |

### Sezione 2
|  | Primo turno | Primo turno     | Primo turno   | Primo turno | Primo turno |  |  | Ultimo turno | Ultimo turno | Ultimo turno | Ultimo turno | Ultimo turno |  |
|  |             |                 |               |             |             |  |  |              |              |              |              |              |  |
|  | 2           | Wang Qiang      | Wang Qiang    | 6           | 6           |  |  |              |              |              |              |              |  |
|  |             | Mizuno Kijima   | Mizuno Kijima | 3           | 1           |  |  | 2            | Wang Qiang   | 7            | 1            | 6            |  |
|  |             | Liang Chen      | 6             | 1           | 6           |  |  |              | Liang Chen   | 5            | 6            | 1            |  |
|  | 10          | Katarzyna Piter | 2             | 6           | 3           |  |  |              |              |              |              |              |  |

### Sezione 3
|  | Primo turno | Primo turno  | Primo turno  | Primo turno | Primo turno |  |  | Ultimo turno | Ultimo turno | Ultimo turno | Ultimo turno | Ultimo turno |  |
|  |             |              |              |             |             |  |  |              |              |              |              |              |  |
|  | 3           | Petra Martić | Petra Martić | 6           | 6           |  |  |              |              |              |              |              |  |
|  |             | Anna Morgina | Anna Morgina | 1           | 1           |  |  | 3            | Petra Martić | 4            | 7            | 6            |  |
|  | WC          | Wang Danni   | Wang Danni   | 1           | 0           |  |  | 8            | Liu Fangzhou | 6            | 5            | 4            |  |
|  | 8           | Liu Fangzhou | Liu Fangzhou | 6           | 6           |  |  |              |              |              |              |              |  |

### Sezione 4
|  | Primo turno | Primo turno        | Primo turno        | Primo turno | Primo turno |  |  | Ultimo turno | Ultimo turno  | Ultimo turno | Ultimo turno | Ultimo turno |  |
|  |             |                    |                    |             |             |  |  |              |               |              |              |              |  |
|  | 4           | Julia Glushko      | Julia Glushko      | 6           | 6           |  |  |              |               |              |              |              |  |
|  | WC          | Zhang Ying         | Zhang Ying         | 2           | 0           |  |  | 4            | Julia Glushko | 6            | 2            | 1            |  |
|  |             | Oksana Kalašnikova | Oksana Kalašnikova | 2           | 2           |  |  | 9            | Zhang Kailin  | 2            | 6            | 6            |  |
|  | 9           | Zhang Kailin       | Zhang Kailin       | 6           | 6           |  |  |              |               |              |              |              |  |

### Sezione 5
|  | Primo turno | Primo turno  | Primo turno  | Primo turno | Primo turno |  |  | Ultimo turno | Ultimo turno | Ultimo turno | Ultimo turno | Ultimo turno |  |
|  |             |              |              |             |             |  |  |              |              |              |              |              |  |
|  | 5           | Zhu Lin      | Zhu Lin      | 7           | 7           |  |  |              |              |              |              |              |  |
|  |             | Lu Jingjing  | Lu Jingjing  | 63          | 5           |  |  | 5            | Zhu Lin      | Zhu Lin      | 4            | 4            |  |
|  |             | Xun Fangying | Xun Fangying | 0           | 2           |  |  | 7            | Ons Jabeur   | Ons Jabeur   | 6            | 6            |  |
|  | 7           | Ons Jabeur   | Ons Jabeur   | 6           | 6           |  |  |              |              |              |              |              |  |

### Sezione 6
|  | Primo turno | Primo turno          | Primo turno          | Primo turno | Primo turno |  |  | Ultimo turno | Ultimo turno         | Ultimo turno         | Ultimo turno | Ultimo turno |  |
|  |             |                      |                      |             |             |  |  |              |                      |                      |              |              |  |
|  | 6           | Rebecca Peterson     | Rebecca Peterson     | 6           | 6           |  |  |              |                      |                      |              |              |  |
|  |             | You Xiaodi           | You Xiaodi           | 2           | 1           |  |  | 6            | Rebecca Peterson     | Rebecca Peterson     | 6            | 7            |  |
|  |             | Ling Zhang           | Ling Zhang           | 1           | 2           |  |  | 12           | Anastasija Rodionova | Anastasija Rodionova | 3            | 64           |  |
|  | 12          | Anastasija Rodionova | Anastasija Rodionova | 6           | 6           |  |  |              |                      |                      |              |              |  |